# 所羅門的偽證
《所羅門的偽證》（日语：ソロモンの偽証）為日本作家宮部美幸所寫的長篇推理小說。本作於新潮社《小說新潮》，2002年10月號至2006年9月號，同年11月號至2007年4月號，同年6月號至2011年11月號刊載，2012年出版。全書分為三部，分別為《事件》、《決心》、《法庭》。本作獲得週刊文春推理小說 Best 10及這本推理小說真厲害！第2名。
本作改編成2015年的日本電影，2016年的韓國電視劇，及2021年的日本電視劇。

## 故事概要
1990年12月25日清晨，被大雪掩蓋的城東區（以江東區為範本）城東第三中學校園裡發現一具同校二年級學生柏木卓也的屍體，發現者是死者的同班同學野田健一。他從死前一個月起就不再上學。經過警方的調查，判定卓也的死是自殺，他可能遭到罷凌的流言已傳遍學校。不久一封匿名告發不良少年們是兇手的信件寄到了校園。對少年死因感到興趣的電視台記者展開調查，取得了這封信，訪談事件相關人士，製作成紀實報導，節目播出後因發社會嘩然。之後又傳出該校學生淺井松子意外身亡的消息，在校內外一片指責聲浪下，校長津崎正男及班導師森内惠美子引咎辭職。
柏木卓也之死引發的風暴幾乎無人能倖免，「發匿名信的人是誰？校方是否有所隱瞞？柏木卓也是誰殺的？警方調查結果是否可信？」
不甘心被媒體及社會氛圍操弄，以藤野涼子為首的學生們發起了「校內法庭」。名為「法庭」，實際上只是暑期的校內活動，沒有任何法律效力，就算被告最終被判有罪，被告不會受到任何懲罰。1991年8月14日，「校內法庭」開審，他們唯一要求的，就是找出事件的真相。
2010年春天，已成為城東第三中學國文老師的野田健一，在時任校長上野素子的面前，說出了當年的「校內法庭」傳說…

## 改編作品

### 電影
改編電影分別於2015年3月7日（前篇）、2015年4月11日（後篇）上映，由成島出執導。本片拍攝前舉辦日本最大規模的學生角色萬人海選，其中的新人女主角「藤野涼子」更引爆話題。

#### 登場人物
- 藤野涼子：藤野涼子
- 神原和彥：板垣瑞生
- 三宅樹理：石井杏奈
- 大出俊次：清水尋也
- 淺井松子：富田望生
- 野田健一：前田航基
- 柏木卓也：望月歩
- 倉田麻里子：西畑澪花
- 向坂行夫：若林時英
- 井上康夫：西村成忠
- 橋田祐太郎：加藤幹夫
- 井口充：石川新太
- 竹田和利：六車勇登
- 佐佐木吾郎：石田飛雄馬
- 萩尾一美：鈴木光梨
- 小山田修：羽下直希
- 蒲田教子：森田想
- 溝口彌生：榎本時優
- 勝木惠子：加藤實祐紀
- 原田仁志：宮野薫
- 山埜香奈芽：大井繪梨花
- 山崎晉吾：大西航平
- 奈良若菜：薗田仁南
- 橘未散：升澤理子
- 富田優花：松浦壽來
- 石田菜緒：佐久間妃南子
- 平田陸夫：鈴木逸豐
- 福本君江：西田心
- 近藤太一：菊地時音
- 河原沙織：岩田華怜
- 林田麻里子：宮武祭
- 水川冴子：平祐奈
- 吉澤元喜：谷井優貴
- 藤野剛：佐佐木藏之介
- 藤野邦子：夏川結衣
- 三宅未來：永作博美
- 森内惠美子：黑木華
- 森内弘惠：曾川留三子
- 佐佐木禮子：田畑智子
- 淺井洋平：塚地武雅
- 淺井敏江：池谷伸枝
- 茂木悦男：田中壯太郎
- 垣内美奈繪：市川實和子
- 大出勝：高川裕也
- 大出佐知子：江口德子
- 高木學年主任：安藤玉惠
- 楠山老師：木下鳳華
- 岡野老師：井上肇
- 尾崎保健老師：中西美帆
- 柏木則之：宮川一朗太
- 柏木功子：安澤千草
- 垣内典史：濱田學
- 神原歩美：森口瑤子
- 神原悟：筒井巧
- 小林修造：津川雅彦
- 河野良介：嶋田久作
- 上野素子：余貴美子
- 北尾老師：松重豐
- 今野努：大河内浩
- 津崎正男：小日向文世
- 神原涼子：尾野真千子

#### 製作團隊
- 導演：成島出[3]
- 劇本：真邊克彥
- 音樂：安川午朗
- 主題歌：U2《With or Without You》（日本環球音樂）[4]
- 片尾曲（前篇）：《ADAGIO PER ARCHI E ORGANO IN SOL MINORE》
  - 作曲：雷莫·賈佐托、托馬索·阿爾比諾尼
- 製作總指揮：大角正
- 執行製作：關根真吾
- 製作人：矢島孝、秋田周平
- 助理製作：池田史嗣[5]
- 攝影：藤澤順一
- 燈光：金澤正夫
- 美術：西村貴志
- 成音：藤本賢一
- 編審：三條知生
- 服裝設計：湯澤幸夫
- 造型：森直子
- 服飾：宮本茉莉
- 髮型設計：田中麻里子
- 視覺效果監製：淺野秀二
  - 視覺效果、模擬影像：IMAGICA、Frameworks Entertainment
- 音樂製作：津島玄一
- 音響效果：岡瀨晶彥
- 中學生演技訓練：竹内晶子
- 助理導演：谷口正行、猪腰弘之
- 選角：奥田由美
- 製作統籌：小松次郎
- 責任製作：大熊敏之
- 特殊化妝：Make-Up Dimensions（江川悦子、神田文裕、遠藤溫子）
- 動作指導：二家本辰巳
- 動作指導助理：所博昭、江藤大我
- 駕駛替身：active21
- 拍攝協助：大月市、墨田區、大月短期大學、堺市立大濱中學校、富士之國山無電影委員會、大阪電影協會、堺電影委員會、葛飾區觀光電影委員會、諏訪圏電影委員會、墨田電影委員會
- 攝影棚：東映東京攝影所
- 企劃、發行：松竹
- 出品：松竹攝影所
- 製作 ：「所羅門的偽證」製作委員會（松竹、木下集團、博報堂DY控股、朝日新聞社、GYAO!、KDDI）[6]

### 日劇
本劇為慶祝WOWOW開播30週年所籌拍，全劇共8集。由上白石萌歌主演。2021年10月3日至11月21日於毎週日晚間10時至11時的「連續劇W」時段播出。原作以1990年代的公立中學為舞台，日劇版改以社交網路普及的現代私立高中為舞台。

#### 登場人物（WOWOW版）
- 藤野涼子：上白石萌歌
- 神原和彥：宮澤冰魚[8]
- 三宅樹理：山本舞香[8]
- 野田健一：浮所飛貴（美 少年）[8]
- 柏木卓也：野村裕基[8]
- 大出俊次：坂東龍汰[8]
- 勝木惠子：摩托拉世理奈[8]
- 淺井松子：富田望生[8]
- 井口充：鈴木康介
- 橋田祐太郎：緒形敦
- 井上康夫：渕野右登
- 倉田麻里子：村田寛奈
- 蒲田教子：西本夏海
- 萩尾一美：石川萌香
- 佐佐木五郎：岩本晟夢
- 須藤皓太：山下真人
- 淺野：布宮翔
- 下谷千佳：竹下麗奈
- 法山綾香：野元真佳
- 牧村洸：丈太郎
- 柳澤玲：河合玲奈
- 板倉陽子：小林亞實
- 丹野：中村友理
- 岡野老師：岡山一
- 高木淺子：冨樫真
- 森内惠美子：小林涼子
- 柏木功子：片岡禮子
- 藤野邦子：坂井真紀[9]
- 三宅未來：西田尚美[9]
- 大出佐知子：篠原友希子[9]
- 茂木悦男：橋本潤[9]
- 大出勝：田中哲司[9]
- 藤野剛：高嶋政宏[9]
- 津崎正男：小林薫[9]
- 其他演員：野田美櫻、草野大成、冨田佳輔、中井千聖、結城亞實、北村海歩、林裕太、田中智也、加藤峻也、古瀨健多、宮國達也、山口海香、綾部遙斗、吉田祐希、勝部演之、酒向芳、田中隆三、趙珉和、碓井將大、佐藤玲、大鷹明良、三輪明日美

##### 製作團隊（WOWOW版）
- 原作：宮部美幸「所羅門的偽證」
- 劇本：篠崎繪里子
- 導演：權野元
- 音樂：羽岡佳
- 執行製作：青木泰憲
- 製作人：德田雄久、小松貴子
- 製作：WOWOW／松竹

#### 播出日程
| 各集   | 播出日期 |
| ------ | -------- |
| 第1集  | 10月3日  |
| 第2集  | 10月10日 |
| 第3集  | 10月17日 |
| 第4集  | 10月24日 |
| 第5集  | 10月31日 |
| 第6集  | 11月7日  |
| 第7集  | 11月14日 |
| 最終集 | 11月21日 |

## 相關項目
- 聖彼得的送葬隊伍

## 外部連結
小説
- 宮部みゆき『ソロモンの偽証』〈全3冊〉 - 新潮社特設サイト
- 宮部みゆき『ソロモンの偽証 第I部 事件』｜書評 / 対談｜新潮社 - 『ソロモンの偽証 第I部 事件』刊行開始記念インタビュー
- 宮部みゆき『ソロモンの偽証 第III部 法廷』｜書評 / 対談｜新潮社 - 宮部みゆき『ソロモンの偽証』完結記念座談会（大森望×杉江松恋×吉田伸子）

電影
- 映画『ソロモンの偽証』的X（前Twitter）
- 映画『ソロモンの偽証』的Facebook專頁
- ソロモンの偽証 前篇・事件 - allcinema
- ソロモンの偽証 後篇・裁判 - allcinema
- ソロモンの偽証 前篇・事件 - KINENOTE
- ソロモンの偽証 後篇・裁判 - KINENOTE

日劇
- WOWOW開局30周年記念 連続ドラマW 宮部みゆき「ソロモンの偽証」